# Fiodor Rodiczew
Fiodor Izmajłowicz Rodiczew, ros. Федор Измайлович Родичев (ur. 9 lutego 1854 w Petersburgu, zm. 28 lutego 1933 w Lozannie) – rosyjski działacz państwowy i polityczny, współtwórca i przywódca Partii Konstytucyjno-Demokratycznej (tzw. kadetów), deputowany do Dumy wszystkich czterech kadencji (1905-1917), działacz emigracyjny.
W 1874 ukończył studia matematyczno-fizyczne, zaś w 1876 prawnicze na uniwersytecie w Sankt Petersburgu. W tym okresie był zwolennikiem haseł głoszonych przez Aleksandra Hercena. W 1876 wstąpił ochotniczo do wojsk serbskich walczących z Turkami. Po powrocie z wojny w 1877, został członkiem twerskiego ziemstwa guberni twerskiej. Od 1878 pełnił obowiązki sędziego pokoju. Opowiadał się za liberalizmem. Od 1879 marszałek szlachty ujezdu wesiegonskiego. W 1891 stanął na czele twerskiego ziemskiego urzędu gubernialnego, ale odwołał go minister spraw wewnętrznych. W 1895 wybrano go do uczestniczenia w przyjęciu cara Mikołaja II, ale nie został do niego dopuszczony jako opozycjonista. Wkrótce pozbawiono go praw publicznych pod zarzutem współautorstwa adresu ziemstwa twerskiego skierowanego do cara dotyczącego konieczności wprowadzenia w Rosji parlamentu.
Od 1898 prowadził praktykę adwokacką w Sankt Petersburgu. W 1901 został zmuszony do wyjazdu z miasta z powodu podpisania protestu dotyczącego rozpędzenia demonstracji studenckiej na Placu Kazanskim. Jesienią 1902 powrócił do Sankt Petersburga. Był członkiem Związku Oswobodzenia i Związku Właścicieli-Konstytucjonalistów. W 1904 organizował opozycyjną „kampanię bankietową” i zjazdy ziemskie. Opowiadał się za wprowadzeniem ustroju monarchii konstytucyjnej.
Podczas rewolucji 1905 roku, jesienią 1905 współtworzył Partię Konstytucyjno-Demokratyczną (tzw. kadetów). Od stycznia 1906 zasiadał w komitecie centralnym partii. Był członkiem wszystkim czterech Dum Państwowych. W II Dumie był członkiem komisji ds. reformy sądownictwa. W III Dumie pracował w komisjach budżetowej i zaopatrzenia, zaś w IV Dumie w komisji ds. samorządności i ponownie zaopatrzenia. Okazał się jednym z najlepszych mówców parlamentarnych, nazywano go „pierwszym tenorem” partii kadeckiej. Od sierpnia 1915 członek opozycyjnego wobec monarchii Bloku Postępowego.
Po rewolucji lutowej i obaleniu caratu od marca do maja 1917 pełnił funkcję komisarza ds. Finlandii w Rządzie Tymczasowym. Opowiadał się przeciw oddzieleniu tego kraju od Rosji. Był też członkiem Nadzwyczajnej Komisji Śledczej. Głosił hasła prowadzenia wojny do samego końca. Przed wyborami do Konstytuanty działał w kierunku zawarcia sojuszu między kadetami i Kozakami. Poparł wystąpienie zbrojne wojsk gen. Ławra Korniłowa. W październiku 1917 został członkiem Tymczasowej Rady Republiki Rosyjskiej.
Po rozpędzeniu Konstytuanty przez bolszewików 6 stycznia?/19 stycznia 1918, ukrywał się przed aresztowaniem. We wrześniu 1918 przedostał się na południe Rosji, gdzie przystąpił do białych. Został członkiem Rady Unii Państwowej Rosji i Wszechrosyjskiego Centrum Narodowego. W 1919 skierowano go do Królestwa SHS, gdzie agitował za uczestnictwem miejscowych ochotników po stronie wojsk białych. Na początku 1920 został przedstawicielem politycznym Sił Zbrojnych Południa Rosji w Polsce.
Po klęsce wojsk białych zamieszkał w Paryżu. Objął funkcję zastępcy przewodniczącego Partii Wolności Ludowej. Po przybyciu do Lozanny wycofał się z aktywnej działalności emigracyjnej.